# 东方专制主义：对于极权力量的比较研究
《东方专制主义：对于极权力量的比较研究》是一本政治理论和比较历史的书，作者是卡尔·奥古斯特·维特夫格尔（Karl August Wittfogel，1896-1988），1957 年由耶鲁大学出版社出版。这本书解释了“东方”社会的专制政府，在这些社会中，控制水资源对于灌溉和防洪至关重要。管理这些项目需要大规模的官僚机构，这些机构主导着经济、社会和宗教生活。这种专制主义不同于西方的经验，西方的权力在相互竞争的群体之间分配。这本书认为，这种形式的“水力专制主义”是古埃及和美索不达米亚、希腊化希腊和罗马帝国、阿拔斯王朝、中国帝国、莫卧儿帝国和印加秘鲁的特征。魏特夫进一步指出，20世纪的马克思列宁主义政权，例如苏联和中华人民共和国，虽然它们本身并不是水力社会，但并没有摆脱其历史条件，仍然是“极权”和“全面恐怖”的体制。这本书既受到欢迎，被认为是对专制主义的历史分析，警告西方不要扩张共产主义极权主义，也受到批评，认为它是冷战的论战。《东方专制主义》中的唯物主义和生态理论影响了生态人类学家和全球经济史学家，尽管他们中的一些人对其方法论和实证基础提出质疑，或质疑魏特夫的政治动机。

## 背景
魏特夫曾在德国的汉学中心接受教育，1920 年加入德国共产党，他对可以追溯到孟德斯鸠和黑格尔的亚细亚生产方式争论感到不满。 20 世纪 20 年代到 30 年代初，他与正统的马克思列宁主义者进行争论，后者信奉约瑟夫·斯大林的名言，即所有社会都经历相同的历史发展阶段，亚洲也必须遵循这一阶段。魏特夫从德国的纳粹监狱获释后，于 1933 年携妻子来到美国，并多次到中国进行研究。魏特夫对中国的兴趣和对马克思主义分析的深入研究，使他得出了不同于马克思主义传统的东方专制主义理论。马克思认为，欧洲以外的历史发展并不遵循他在欧洲看到的模式。他写道，欧洲经历了阶级冲突的过程，从古代奴隶社会发展到封建主义，然后是资产阶级资本主义，再从资本主义社会发展到社会主义，最后发展到共产主义。按照马克思的经典表述，现代欧洲是新兴资产阶级和工业资本家阶级与古代封建经济制度之间的冲突所创造的。魏特夫认为亚洲之所以无法流动，是因为统治者控制着社会，但没有马克思所说的奴隶社会中的奴隶，也没有封建社会中的农奴：没有阶级，没有阶级冲突，因此也没有变化。这一命题并没有解释统治者如何获得绝对权力，也没有社会力量反对他们。魏特夫问，是否有一种解释只存在于这些社会中。苏联和西方国家的马克思主义者都探讨过这些问题，认为这些问题本身很重要，但他们的研究热情特别高，因为西方的自由派和保守派都想确定斯大林统治下的俄罗斯是否是马克思所说的真正的共产主义制度，还是它本身就是东方专制主义的一个例子。一位研究这一概念的历史学家评论说，对魏特夫来说，“对亚洲的分析实际上是为了讨论‘西方’内部的政治关系”。
20 世纪 20 年代末 30 年代初，莫斯科的正统理论家对魏特夫的观点嗤之以鼻，因为魏特夫的观点与斯大林的观点不同，而中国的马克思主义者也拒绝接受魏特夫的观点，因为魏特夫的观点暗示中国没有发展的能力。然而，在一次莫斯科之行中，魏特夫结识了年轻的中国学者纪朝鼎，他是一名地下共产党员，成为了魏特夫的思想门徒。纪朝鼎来到美国，在哥伦比亚大学攻读研究生。纪朝鼎的博士论文发表于 1936 年，题为《灌溉在中国历史中的作用》。论文指出，一个王朝的兴衰取决于对灌溉的控制，灌溉可以提高农业产量，尤其是水运，从而使政府能够控制军事和财政。 20 世纪 30 年代，魏特夫与他在中国认识的欧文·拉铁摩尔也建立了富有成效的思想关系。拉铁摩尔与魏特夫一样对生态结构和物质条件感兴趣，他认为内亚的历史主要是在水源相对充足的边缘地区繁荣发展的定居农业社会与在干旱的中亚地区幸存下来的游牧社会之间的互动。

## 发布
从 20 世纪 30 年代开始，魏特夫开始进行研究项目，为《东方专制主义》奠定背景并准备写作，并发表了介绍其论点的文章。他在 1954 年完成了手稿，但几年来一直遭到出版商的拒绝。也许是这个话题似乎没有吸引力，也许是政治氛围似乎对一本带有马克思主义论点的书不友好，即使该论点强烈批评了苏联和中国的共产主义政府。魏特夫可能不得不向耶鲁大学出版社提供出版补贴。

## 本书的结构和论点
本书共十章：
- 第 一 章“水力社会的自然环境”介绍了水力帝国的地理环境，包括古埃及和美索不达米亚、希腊化时期的希腊和罗马帝国、中国帝国、阿拔斯王朝、莫卧儿帝国、印加秘鲁和 20 世纪的马克思列宁主义政权。他更喜欢使用“水力”一词，而不是“东方”，但这两个词可以互换使用。
- 第二章“水利经济——一门管理经济学和真正的政治经济学”
- 第三章“国家强于社会”
- 第四章“专制权力——全面而不仁慈”：缺乏有效的宪法和社会制约以及“乞丐民主”。
- 第五章“全民恐怖、全民服从、全民孤独”认为“水利政府”本质上就是专制的。这是一种“全权”的形式，因为没有社会、法律或文化约束。魏特夫也否认在帝制中国，存在其他中外学者所看到的“叛乱权利”，但他确实认为“行政收益递减规律”使统治者无法控制其臣民生活的各个方面，因此“真正的自由因素仍然存在”[6]。[ ，这种自由只是“乞丐的民主[7]”。 “水利社会的理性系数”是指社会完成任务的能力，在政府必须有效的三个层面上运作：管理农业经济（“管理”）；使用徭役和税收（“消费”）；维持和平与秩序（“司法”）[8]。
- 第六章“水利学会的核心、边缘和次边缘”
- 第七章水利社会的专有复杂性模式
- 第八章水利学会的课程
- 第九章亚细亚生产方式理论的兴起和衰落
- 第十章转型中的东方社会

## 接待
美国媒体对《东方专制主义》的最初反应是广泛而热烈的。评论家指出，魏特夫自 1930 年代以来就一直在以某种形式研究这些问题，但这本书对于理解战后世界非常重要。 《地理评论》的评论家建议“每一位关注亚洲的地理学家，以及每一位关注地区的政治地理学家，都应该读一读这本书”。他希望“历史学家、政治学家、院长和大学校长会将其视为证据……‘世界上大部分地区’与传统上关注的北美和西欧一样重要。”他补充说，“这本书清楚地表明，世界上人口最多的地区存在着大量的专制做法，民主催化无法神奇地改变这些做法。”然而，“环境决定论”被“明确否定”，因为魏特夫说农业管理专制是“机会，而不是必要”。然而，区域专家学者质疑该概念是否适用于他们所在的特定地区。例如，杰罗姆·A·奥夫纳(Jerome A. Offner) 不同意那些使用东方专制主义概念来理解阿兹特克政治组织和社会的学者。奥夫纳写道，该概念“明显是错误的”，至少对于特斯科科州来说是如此：灌溉没有发挥重要作用，土地私有制广泛，政府没有主导经济，因为市场很广泛。 埃尔万德·亚伯拉罕米安 (Ervand Abrahamian)评估了该理论对卡扎尔王朝伊朗的适用性。英国人类学家埃德蒙·利奇反对道，过去大多数水利文明都位于半干旱地区，那里的灌溉“不需要专制君主修建巨大的渡槽和水库；只需要基本的、相当局部的排水设施，也许还需要将河流洪水引到主流两边的平地上。”利奇进一步反对道，魏特夫没有处理印度这个马克思视为“亚细亚社会”理想类型的国家，也忽视了南亚和东南亚的其他国家，它们都是“水利社会”。
社会学家施穆埃尔·诺亚·艾森斯塔特质疑伊斯兰社会中的东方专制主义。他认为早期的东方专制主义理论家和魏特夫是“后来被称为‘东方主义’方法的先驱或表现”，爱德华·赛义德指责后者将这种分析强加于伊斯兰社会。中国学者对魏特夫的接受尤其持怀疑态度。普林斯顿大学汉学家莫弗雷德里克写道，魏特夫“提出了有力的论据，他对中国专制主义的总体看法简洁有力，令人信服，但当将其应用于任何一个历史时期时，他的论点似乎难以接受。”魏特夫“不是以历史学家的身份来描写中国政府和社会；读者感觉不到他对几个世纪以来稳步积累的发展的任何认识，正是这种发展赋予了每个时代各自的特点。” 例如，宋朝的权力，但没有专制地使用它；明朝的创始人朱元璋利用偶然事件和时机成为绝对统治者。莫弗雷德特别关注解释权力的限度和恐怖的限度，他认为魏特夫没有意识到这一点。因此，“绝对权力”，莫弗雷德写道，“虽然不是一个毫无意义的短语，但必须在复杂的历史背景下理解。”这种权力在明朝中国确实存在，但即便如此，也并不意味着极权主义权力“无所不在、无所不能”。如果这种权力集中于任何单一目标，它或许能够实现这一目标，但由于文化环境的性质，它无法实现许多目标。多伦多大学的格雷戈里·布鲁评论道：“尽管魏特夫的模型分析全面，学识渊博，但它却让人难以理解为什么在封建时代（公元前 221 年 - 公元 1911 年），政府对中国社会生活的干预似乎明显有限，也难以理解中国社会如何能够繁荣昌盛。”布鲁推测，魏特夫将中国解读为水力专制，也是为了破坏约翰·费正清的“大联盟”对‘法西斯保守主义和共产主义进步主义极权主义’的区分” 另一位明朝历史学家蒂莫西·布鲁克写道，历史学家肩负着回应魏特夫指控明朝“专制”的重任，他认为这种指控是不合理的。
佩里·安德森反对说，亚细亚生产方式的概念太过宽泛，缺乏意义：
无处不在的“亚细亚主义”并不比普遍存在的“封建主义”有所改善：事实上，作为一个术语，它甚至更不严谨。明朝中国和巨石时代的爱尔兰、法老时代的埃及和夏威夷之间有什么严肃的历史统一性？很明显，这些社会形态彼此相距甚远。
安德森继续说道：“这种庸俗的杂烩式的编纂，缺乏任何历史感，把罗马帝国、沙皇俄国、美国亚利桑那州的霍皮人、宋朝中国、东非查干人、马穆鲁克埃及、印加秘鲁、奥斯曼土耳其和苏美尔美索不达米亚混杂在一起，更不用说拜占庭、巴比伦、波斯或夏威夷了。”魏特夫格尔的传记作者加里·乌尔曼 (Gary Ulmen) 回应这些批评，称只关注“水力专制”是对魏特夫格尔总体论点的误解。乌尔曼继续说道，事实上，魏特夫格尔考虑过多种其他方法来阐述他的主张，而且对该理论的论证远多于“水力”专制。魏特夫在 1960 年写道，中华人民共和国不是一个“水利社会”，而是代表了一种“更强的东方专制主义”。

## 影响
《东方专制主义》因其方法论和研究成果而具有影响力。李约瑟欣赏魏特夫早期的作品，认为它结合了韦伯式的官僚主义理解和马克思主义的政治分析。李约瑟在发展其研究《中国的科学技术与文明》时指出，魏特夫来美国之前的马克思主义“主要强调中国历史中被他人忽视的社会和经济因素”。二战后，费正清邀请魏特夫到哈佛大学为他的区域研究研究生研讨会发表一系列演讲。魏特夫是费正清《美国与中国》（1948 年）一书的影响者之一，该书综合了历史学家和社会学家的标准著作。 1949 年，魏特夫离开哥伦比亚大学，加入华盛顿大学的现代中国研究小组。例如，历史学家萧公权在其巨著《中国乡土》中引用了魏特夫的“乞丐民主”概念。 魏斐德认为魏特夫是该团体中最具决定性影响的人物，但历史学家艾丽斯·米勒却不这么认为。水利控制论促进了生态人类学和生态政治学的发展，即将地理和环境因素结合起来的理论方法。魏特夫参加了 1953 年美国人类学协会的一次会议，以及 1955 年朱利安·斯图尔特在伊利诺伊大学组织的一次会议。 《东方专制主义》一书的出版进一步影响了罗伯特·麦考密克·亚当斯、斯坦利·戴蒙德、莫顿·弗里德、马文·哈里斯、安吉尔·帕勒姆和埃里克·沃尔夫等人类学家。魏特夫的作品促进了文化唯物主义的发展，例如朱利安·斯图尔特的作品。这些学者对魏特夫的结论进行了检验和挑战。例如，罗伯特·麦考密克·亚当斯发现，美索不达米亚的考古证据表明灌溉可能有助于巩固政治控制，但灌溉本身并不会导致专制统治。政治地理学家詹姆斯·莫里斯·布劳特认为魏特夫格尔更新了马克思和韦伯的理论，但他也尖锐地批评了魏特夫格尔的理论，认为他所谓的“欧洲奇迹神话”是对魏特夫格尔理论的滥用，即“一种相当陈旧的学说”，认为环境因素使欧洲现代化，而东方停滞不前、专制专制。布劳特认为，在“奇迹理论家”的著作中，如埃里克·L·琼斯，以及他的著作《欧洲奇迹：欧洲和亚洲历史上的环境、经济和地缘政治》，魏特夫格尔的理论受到了影响，该书广泛但并非毫无批判地引用了东方专制主义。布劳特认为，这些思想家都犯了“最根本的错误”，即“相信或假定一种环境会产生一种特定类型的社会，而这种社会类型会一直延续到历史长河中。文化是会变化的……”  20 世纪 30 年代，魏特夫的著作被日本学者翻译和使用，但战后并未引起太多关注。

## 政治影响
研究冷战社会科学的学者戴维·普莱斯 (David Price) 宣称，魏特夫的著作“深陷于他个人的反共运动之中，很难将他的反极权主义情绪与他的理论贡献区分开来”。普莱斯认为，魏特夫利用了自己是少数与冷战调查合作的亚洲学者之一这一事实，而这种合作使他的马克思主义分析免受批评；魏特夫的生态唯物主义即使在冷战时期人们对共产主义的高度恐惧中也没有受到批评，因为他被公认为反共产主义者。政治生态学家保罗·罗宾斯 (Paul Robbins) 指出，魏特夫被指控为共产主义同情者，他大声抗议，并指责欧文·拉铁摩尔和其他同事是共产党员；他在这场政治斗争中写下了《东方专制主义》 。 格雷戈里·布鲁 (Gregory Blue) 称该书的最后几句话——“不仅用长矛，而且用战斧”  ——是“斯巴达人对希腊人应如何对抗波斯帝国主义的看法”，“代表了‘宁为红色，勿为死亡’的高雅版本”。哈佛大学研究东西方经济和社会发展比较的历史学家戴维·兰德斯 (David Landes)反驳道：“水利理论遭到了一代西方汉学家的严厉批评，他们热衷于政治正确（毛泽东思想及其后来的化身都是好的），并迅速为中国所谓的民主承诺辩护。魏特夫是他们最喜欢攻击的对象。”兰德斯解释说：“几乎所有批评水利理论的人都在讨好一个阴暗的政权，这个政权会向他们发出邀请和准入。”

### 魏特夫论东方专制主义
- Wirtschaft und Gesellschaft Chinas，Versuch der wissenschaftlichen Analysis einer großen asiatischen Agrargesellschaft，（赫希菲尔德：莱比锡，Schriften des Instituts für Sozialforschung der Universität法兰克福美因河畔，第 3 号；1931 年
- —— (1936 )。“中国历史上的关键经济领域（评论）”。太平洋事务。9 (3 ) : 449– 450。doi : 10.2307/ 2750659。JSTOR 2750659
- —— (1938) 《中国社会的新见解：中国社会经济结构的调查》。纽约：太平洋关系研究所国际秘书处。 {{cite journal}}：引用期刊要求 | journal=（帮助）
- 与冯家胜（1949）合著。《中国社会史：辽代，907-1125》。费城：美国哲学学会，与美国太平洋关系研究所合作出版。
- ——  (1955)。“转型中的东方社会：以前共产主义和共产主义中国为特别参照”。《远东季刊》。14 ( 4 ) : 469– 478。doi : 10.2307/ 2941830。JSTOR 2941830。S2CID 165540094。
- —— ( 1956–1957)。“中国社会：一项历史考察”。亚洲研究杂志。16 (3 ) : 343–364。doi ：10.2307/ 2941230。JSTOR 2941230。S2CID 161204356 。
- —— (1957)。《东方专制主义：关于极权的比较研究》。纽黑文：耶鲁大学出版社——通过互联网档案馆。
- —— ( 1958)。“ （评论）李约瑟，《中国的科学技术史》 ”。美国人类学家。60 (2): 398–400。doi ： 10.1525 /aa.1958.60.2.02a00320。JSTOR 665188。
- —— (1960). “更强的东方专制主义”。《中国季刊》(1): 29–34。JSTOR 763342
- —— (1969 ) 。 “东方专制主义研究的成果与问题”。亚洲研究杂志。38 ( 2 ) : 357–365。doi : 10.2307/ 2943008。JSTOR 2943008。S2CID 147186184。

### 主要评论
- 埃伯哈德·沃尔夫勒姆(1958)。“东方专制主义评论：卡尔·A·威特夫格关于全能权力的比较研究”。《美国社会学评论》。23 ( 4): 446–448。doi : 10.2307/ 2088810。JSTOR 2088810。
- 艾森斯塔特，施穆埃尔·诺亚( 1958 ) 。“ （评论文章）东方专制主义作为极权体系的研究”。亚洲研究杂志。17 ( 3 ): 435–446。doi : 10.2307/ 2941426。JSTOR 2941426。S2CID 163098192。
- 琼斯，斯蒂芬· B . (1958)。“东方专制主义（评论）”。地理评论。48 ( 2 ) : 306–308。doi : 10.2307/ 212153。JSTOR 212153。
- Mote, Frederick W. (1961 ) . "中国专制主义的兴起：对魏特夫东方专制主义理论应用于中国的批判"。《极端东方》。8 (1): 1–41。JSTOR 43382295。
- Needham, Joseph (1959). 《（评论）东方专制主义》。科学与社会。23 (1) : 58– 65。JSTOR 40400613。
- Palerm , Angel ( 1958 ) 。 “评论”。美国古迹。23 (4 ) : 440–441。doi : 10.2307/ 276500。JSTOR 276500。S2CID  164066742 。
- Pulleyblank, EG (1958)，《KA Wittfogel (1957)评论》， 《东方与非洲研究学院公报》，21 (3): 657– 660，doi：10.1017/s0041977x0006047x，S2CID  162716357
- 谢尔曼，AV（1959）。“（评论）东方专制主义”。评论。1月1日。
- 汤因比，阿诺德·J.（1958），《东方专制主义评论》，《美国政治科学评论》，52（1）
- 文丘里，弗朗哥( 1968)。“东方专制主义”。《思想史杂志》。24 (1): 133–142。doi : 10.2307 /2707864。JSTOR 2707864。

## 进一步标题
- 安德森，佩里（1979）。《专制国家的谱系》。伦敦；纽约：Verso Editions。ISBN 978-0860917106。
- Abrahamian , Ervand (1974 ) 。“东方专制主义：以卡扎尔王朝伊朗为例”。《中东研究国际期刊》。5 (1): 3–31。doi : 10.1017/S0020743800032761。S2CID 154871428。
- Blaut, James M. (1993). 《殖民者的世界模型：地理传播论与欧洲中心主义历史》。纽约：吉尔福德出版社。ISBN 978-0898623499。
- Blue, Gregory (2000).中国与西方的世界史写作. (会议论文) 第十九届国际历史科学大会. 奥斯陆。
- 布鲁克，蒂莫西（1989）。《中国的亚细亚生产方式》。纽约州阿蒙克：ME Sharpe出版社。ISBN 978-0873325424。
- 迟朝廷（1936）。从水利工程的发展看中国历史上的关键经济区域。纽约：哥伦比亚大学出版社。
- Eisenstadt, Shmmuel Noah (2003)，《公民社会、公共领域、东方专制主义的神话与伊斯兰社会的政治动态》，《比较文明与多元现代性》第一部分，莱顿：布里尔出版社，第 418-434页
- 萧公全（1967）。中国乡村：十九世纪的帝国控制。西雅图：华盛顿大学出版社。
- Karl, Rebecca E. (2017)，《概念的魔力：二十世纪中国的历史与经济》，达勒姆：杜克大学出版社，第 2 章，“经济与国家：亚细亚生产方式。”
- Masubuchi, Tatsuo (1966)。“魏特夫的东方社会（或水利社会）理论与日本中国社会经济史研究的发展” 。发展中经济体。4 (3 ) : 316– 326。doi : 10.1111/ j.1746-1049.1966.tb00481.x 。
- 杰罗姆·A·奥夫纳 (Jerome A. Offner ) (1981)。“论‘东方专制主义’和‘亚细亚生产方式’对特斯科科的阿兹特克人的不适用性”。《美国古迹》。46 ( 1): 43–61。doi : 10.2307/ 279985。JSTOR 279985。S2CID 163992626。
- Price, David (2013)。“卡尔·维特福格尔”。收录于 McGee, R. Jon 和 Warms, Richard L. 主编。《社会与文化人类学理论：百科全书》。加州千橡市：Sage 出版社，第 935-936页。
- 罗宾斯，保罗（2010）。《政治生态学：导论》。Wiley出版社。ISBN 9780470657324。
- Rowe, William T. (1985). “中国社会史”。收录于Zunz, Olivier主编的《重温过去：社会史的世界》。教堂山：北卡罗来纳大学出版社，第 236-294页。ISBN 978-0807816585。
- Rubiés, Joan-Pau (2005). “东方专制主义与欧洲东方主义：从博特罗到孟德斯鸠” 。《近代史杂志》。9 ( 1–2 ) : 109–180。doi : 10.1163/1570065054300275。
- 斯坦齐亚尼，亚历山德罗（2014）。“东方专制主义之后：全球视角下的欧亚增长”。伦敦：布卢姆斯伯里出版社。ISBN 978-1472523532。
- 坦比亚，斯坦利·贾亚拉贾（2002）。”“锡兰的水力社会”：对魏特夫论点和斯里兰卡神话历史的质疑。《埃德蒙·利奇：人类学生涯》 。剑桥：剑桥大学出版社，第 210-234页。ISBN 9780521521024。
- Ulmen, GL (1978). 《社会科学：理解卡尔·奥古斯特·维特夫格的生平与工作》。海牙；纽约：Mouton出版社。ISBN 978-9027977663。